# Врбанчич, Степан
Сте́пан Врба́нчич (хорв. Stjepan Vrbančić; 29 ноября 1900, Аграм, Австро-Венгрия — 12 декабря 1988, Загреб, СФРЮ) — югославский хорватский футболист, защитник. Участник Олимпиады 1924 года.

## Карьера

### Клубная
С 1918 года выступал в составе загребского клуба ХАШК. В 1926 году перешёл в другой загребский клуб «Конкордия», в составе которого играл вплоть до завершения карьеры игрока в 1935 году и стал за это время, вместе с командой, дважды чемпионом и один раз вице-чемпионом Югославии. Помимо этого, играл в составе сборной Загреба, за которую провёл 16 матчей.

### В сборной
В составе главной национальной сборной Королевства СХС дебютировал 28 июня 1922 года в проходившем в Загребе товарищеском матче со сборной Чехословакии, встречу его команда выиграла со счётом 4:3, тем самым, одержав первую в своей истории победу. Последний матч сыграл 10 апреля 1927 года в Будапеште в товарищеском матче со сборной Венгрии. Помимо этого, 3 июня 1923 года участвовал в проходившем в Кракове товарищеском матче со сборной Польши, в котором его команда со счётом 2:1 одержала первую в истории выездную победу, а 26 мая 1924 года сыграл в единственном матче команды на Олимпиаде 1924 года (проигранном Уругваю со счётом 0:7). Всего провёл за главную сборную страны 12 матчей.

## Достижения
Чемпион Югославии: (2)
- 1930, 1931/32 (оба с «Конкордией»)

Вице-чемпион Югославии: (1)
- 1930/31 («Конкордия»)